# Ожигбесов, Владимир Петрович
Владимир Петрович Ожигбесов (род. 1946) — советский и российский учёный-геолог, кандидат геолого-минералогических наук (с 1984), профессор кафедры кафедры региональной и нефтегазовой геологии Пермского государственного университета; член-корреспондент Российской академии естествознания (с 1999), действительный член Европейской академии естествознания (с 2005). Автор около 400 публикаций, в том числе восьми монографий.

## Биография
Родился 6 марта 1946 года в Перми.

### Образование
В 1975 году без отрыва от производства окончил геологический факультет Пермского государственного университета (ПГУ) по специальности геологическая съемка и поиски месторождений полезных ископаемых. Обучался в аспирантуре Палеонтологического института АН СССР в 1976—1980 годах. Защитил диссертацию на тему «Артинские мшанки Среднего Приуралья» в 1983 году. В 1992 году окончил курсы английского языка Stroutd College в Англии. Проходил стажировки в Англии и во Франции.

### Деятельность
С 1968 года Ожигбесов работал техником в лаборатории физики пласта, коллекторов и природных резервуаров Камского отделения Всероссийского научно-исследовательского геологического нефтяного института. С 1973 года был инженером сектора стратиграфии и палеонтологии Пермского отделения Научно-исследовательского и проектного института нефтеперерабатывающей и нефтехимической промышленности, с 1976 года — инженер геологопоисковой конторы объединения «Пермнефть».
Стажировался за границей в Европе, работал в США в Восточном вашингтонском университете, принимал участие в экспедициях по Кордильерам и плато Колорадо.
C 1980 года Владимир Ожигбесов работал на кафедре региональной геологии работает ПГУ в должности ассистента, старшего преподавателя и доцента (с 1988 года) С 1992 по 2002 годы заведовал кафедрой региональной геологии, инициатор её преобразования в кафедру региональной и нефтегазовой геологии (с 2002 года). Затем был заместителем декана геологического факультета университета по международной деятельности, директором Международного института геологии пермской системы при ПГУ, профессором кафедры региональной и нефтегазовой геологии.

## Заслуги
Владимир Петрович Ожгибесов является членом международных научных обществ — International Bryozoology Association (с 1975 года), Tethys Assosiatione Euoropeenne Geologie et Environnement (с 1992 года), European Academy of Natural History (с 2005 года). Он был инициатором создания Международного института геологии пермской системы при Пермском государственном университете и Музея пермской системы в этом же университете.
Почётный член Всероссийского палеонтологического общества при РАН, почётный работник высшего профессионального образования Российской Федерации, лауреат в области науки Пермского государственного университета, Лауреат Администрации Пермской области в области науки.